# Aldo Donelli
Aldo Teo Donelli, detto Buff (Morgan Township, 22 luglio 1907 – 9 agosto 1994), è stato un allenatore di football americano e calciatore statunitense, di ruolo attaccante.

## Carriera
Prese parte ai mondiali del 1934 con la Nazionale statunitense, segnando l'unico gol della sua selezione in tale rassegna contro l'Italia.